# 山﨑洋之
山崎 洋之（やまさき ひろゆき、1998年3月8日 - ）は、ジャパンラグビーリーグワンクボタスピアーズ船橋・東京ベイに所属するラグビー選手。

## プロフィール
- 福岡県出身。
- ポジションはウィング(WTB)。
- 身長 175 cm、体重 82 kg
- ジュニア・ジャパンに選ばれたことがある[1]。
- U17日本代表に選ばれたことがある[2]。

## 略歴
6歳からラグビーを始めた。
2016年、筑紫高校卒業後、明治大学に入る。なお筑紫高校時代、高校日本代表候補に選ばれたことがある。
2020年、明治大学卒業後、クボタスピアーズ(現・クボタスピアーズ船橋・東京ベイ)に加入。
2021年3月14日にジャパンラグビートップリーグ第4節Honda HEAT戦に先発出場で公式戦初出場を果たす。